# Catalina Flaquer
Catalina Flaquer (Capdepera, 1876 - Porreras, 5 de enero de 1937) fue una activista política española encarcelada y torturada por no querer revelar el paradero de sus hijas. También era conocida como Na Catalina Torreta.

## Biografía
Flaquer fabricaba cenachos en su casa del barrio El Molinar, barrio eminentemente obrero, de pescadores y trabajadores de las primeras fábricas palmesanas de gas y curtidos.
Mujer con fuertes convicciones políticas, luchó activamente por la liberación de la mujer y su participación plena en la vida política. De ideología comunista, era llamada popularmente, junto con sus dos hijas Antonia y Maria Pasqual Flaquer, Les Roges des Molinar.
En 1934 se celebró en Mallorca por primera vez el Día Internacional de la Mujer, celebrado el 8 de marzo para conmemorar a 129 mujeres americanas que fueron quemadas en una fábrica para reclamar sus derechos. En este día participaron Aurora Picornell y otras mujeres, tanto republicanas como Antonia Rigo o socialistas como Pilar Sánchez. Todas ellas, en los cuatro mítines que realizaron en Palma, se centraron en el encarecimiento de los alimentos básicos, en la necesidad de orfanatos para los niños, en la lucha contra el fascismo y en la necesidad de disminuir el poder de la Iglesia en la sociedad, ya que era un obstáculo para la liberación de la mujer.
En la Guerra civil española, la vida de estas mujeres se vio truncada. Catalina Flaquer fue encarcelada y torturada para que revelara el paradero de sus hijas. Resistió, pero finalmente fueron descubiertas y conducidas a la cárcel de mujeres de Can Sales.
La noche del 5 de enero de 1937, fueron fusiladas en el cementerio de Porreras, Flaquer y sus hijas junto a Aurora Picornell y Belarmina González Rodríguez.

## Reconocimientos
En Palma de Mallorca existe una calle con su nombre.